# 中國駐芝加哥總領事館
中華人民共和國駐芝加哥總領事館（英語：Consulate General of the People's Republic of China in Chicago），简称中国驻芝加哥总领事馆，是中華人民共和國派駐美國伊利諾伊州芝加哥的最高級別外交機構，於1985年7月26日開館，為繼駐三藩市、侯斯頓和紐約總領事館後，中華人民共和國在美國設立的第四間總領事館。
2024年7月，总领事馆的領區调整为五大湖地區的伊利諾伊州、密歇根州、印第安納州、明尼蘇達州、威斯康辛州和中西部地區艾奥瓦州、堪薩斯州、密蘇里州、南達科他州、北達科他州、內布拉斯加州。
總領館的辦公場所位處芝加哥市西伊利街100號。

## 外部連結
- 中华人民共和国驻芝加哥总领事馆官方网站（简体中文）（英文）
- 中國駐芝加哥總領事館的Facebook專頁
- 中國駐芝加哥總領事館的X（前Twitter）
- 中華人民共和國駐芝加哥總領事館經濟商務處 （页面存档备份，存于）（简体中文）